# Centrumkyrkan, Huddinge
Centrumkyrkan är en byggnad och tidigare kyrka i Huddinge centrum, ritad 1929 av arkitekt Paul Gustafson.
Byggnaden utgörs av en långsmala kyrkobyggnad, med en fasad klädd med gula träpaneler och tegeltäckt säteritak. Den var ursprungligen uppförd som baptistkyrka, och har därefter under en tid använts som kulturlokal under namnet Centrumkyrkan. Byggnaden ligger lite undangömd på en höjd bakom vårdcentralen.
Idag så är det en yogastudio.